# Suns de Valley
Les Suns de Valley sont une équipe professionnelle américaine de basketball de la NBA G League. L'équipe est affiliée aux Suns de Phoenix de la National Basketball Association. Elle est basée à Tempe, en Arizona, et officiellement créée le 14 février 2024. L'équipe dispute ses matchs à domicile à la Mullett Arena, sur le campus de l'université d'État de l'Arizona.

## Historique
Le 12 avril 2016, les Suns de Phoenix annoncent qu'ils ont acheté le Jam de Bakersfield et qu'ils déménagent l'équipe à Prescott Valley, en Arizona, rebaptisant l'équipe les Suns de Northern Arizona. Le 29 juillet 2020, pendant la pandémie de COVID-19, les Pistons de Détroit annoncent qu'ils ont acheté la franchise aux Suns de Phoenix, franchise qui appartenait à l'époque à Robert Sarver, et qu'après que l'équipe de Northern Arizona ait complètement abandonné la saison 2020-2021 raccourcie par la pandémie, les Pistons déplaceraient cette équipe à Détroit pour jouer sous le nom du Cruise de Motor City. Avec la création du Remix de Rip City, l'affiliée des Trail Blazers de Portland avant la saison 2023-2024, les Suns sont devenus la seule équipe sans affiliation de la G League. Cependant, quelques mois après que la NBA a approuvé la propriété principale des Suns de Phoenix par Mat Ishbia, après avoir suspendu Sarver pour toute la saison 2022-2023, Ishbia indique que la création d'une nouvelle équipe de G League pour les Suns dès la saison 2024-2025 serait une priorité absolue pour lui.
Le 14 février 2024, les Suns de Phoenix annoncent qu'ils ont acquis le droit de posséder et d'exploiter leur nouvelle affiliation de la G League à Phoenix, marquant la première fois que les 30 équipes de la NBA avaient des affiliations de la G League. L'équipe révèle son nom, son logo et son arène le 22 mai. Un repêchage d'expansion a lieu le 13 juin, où les Suns sélectionnent 14 joueurs de retour non protégés, dont deux d'entre eux, dont l'ancien champion NBA Quinndary Weatherspoon et l'ancien joueur des Suns de Phoenix Théo Maledon. Le 3 septembre, la G League annonce le calendrier inaugural des Suns de Valley, leur match d'ouverture étant à l'extérieur le 8 novembre contre les Warriors de Santa Cruz et leurs débuts à domicile trois jours plus tard contre les Kings de Stockton dans le cadre du tout nouveau tournoi Tip-Off. Le lendemain, les Suns de Valley réalisaient leur tout premier échange : un choix de premier tour de la draft 2025 de la NBA G League aux champions en titre, le Blue d'Oklahoma City, en échange du meneur Jaden Shackelford. Les Suns de Valley effectuent ensuite trois autres échanges en septembre, puis deux en octobre, dont deux avec les Spurs d'Austin et deux autres avec les Mad Ants de l'Indiana, dont un avec six équipes,,,,,.
Lors de leur première saison, les Suns de Valley mènent la division Ouest avec un bilan de 10 victoires pour 4 défaites, se qualifiant ainsi pour le tournoi Tip-Off (anciennement appelé Showcase Tournament). Cependant, l'équipe des Suns, tête de série numéro 5, s'incline face aux futurs champions du tournoi, les Knicks de Westchester, tête de série numéro 4, sur le score de 127 à 119. À la fin de leur première saison, la franchise des Suns de Valley atteint les playoffs de la G League, se retrouvant à égalité pour les trois dernières places éliminatoires de la Conférence Ouest entre les Warriors de Santa Cruz et les Vipers de Rio Grande Valley, avec un bilan de 20 victoires pour 14 défaites. Grâce aux bris d'égalité, les Suns de Valley obtiennent la cinquième place devant les Vipers, mais derrière les Warriors, qu'ils affrontèrent plus tard au premier tour. Les Suns de Valley remportent leur tout premier match éliminatoire 131-127 contre Santa Cruz, mais ils perdent leur deuxième match éliminatoire en demi-finale de conférence avec une défaite 122-114 contre les futurs champions de la G League cette saison-là, les Kings de Stockton, tête de série no 1.